# Grosseto (provins)
Grosseto är en provins i den italienska regionen Toscana och dess huvudort är Grosseto. Provinsen var en del av Storhertigdömet Toscana fram till 1859 och ingick i Centralitaliens förenade provinser innan det efter en folkomröstning annekterades av Kungariket Sicilien 1860.

## Administrativ indelning
Provinsen Grosseto är indelad i 28 comuni (kommuner). Alla kommuner finns i lista över kommuner i provinsen Grosseto.

## Geografi
Provinsen Grosseto gränsar:
- i nordväst mot provinsen Livorno
- i nord mot provinsen Pisa
- i nordost mot provinsen Siena
- i sydost mot provinsen Viterbo
- i väst mot Tyrrenska havet

Öarna Giglio och Formiche di Grosseto är en del av provinsen. Floden Ombrone rinner genom provinsen.